# Bahnhof Wiesloch-Walldorf
Bahnhof Wiesloch-Walldorf vasútállomás Németországban, Baden-Württemberg tartományban, A Wiesloch és Walldorf város mellett. A német vasútállomás-kategóriák közül a harmadik csoportba tartozik.

## Vasútvonalak
Az állomást az alábbi vasútvonalak érintik:
- Mannheim–Karlsruhe–Bázel nagysebességű vasútvonal

## Kapcsolódó állomások
A vasútállomáshoz az alábbi állomások vannak a legközelebb:
- Rot-Malsch station
- St. Ilgen/Sandhausen station